# Vasishka

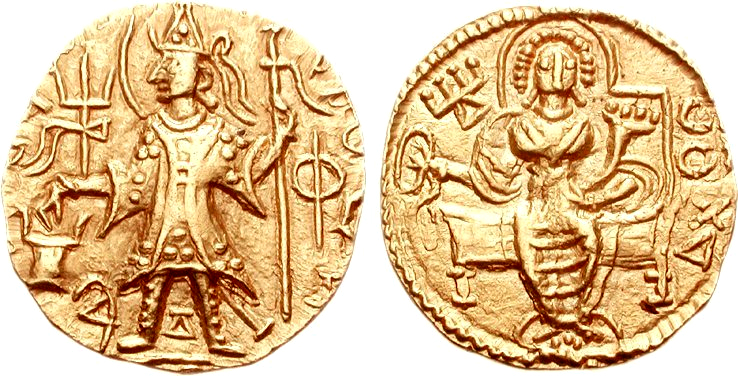
Dinar de Vasishka.

Vāsishka fue un emperador kushán, que parece haber tenido un corto reinado, sucediendo a Kanishka II.
Su gobierno está registrado en un punto tan alejado al sur como Sanchi, donde se han encontrado varias inscripciones con su nombre, datadas el año 22 (La inscripción Sanchi de "Vaskushana"-i.e. Vasishka Kushana), y el año 28 (La inscripción Sanchi de Vasaska-i.e. Vasishka) de la era Kushan (segundo siglo de la era Kanishka). Esto colocaría su reinado c. 247–265.